# Coralliophila violacea
Espèce
Synonymes
- voir paragraphe #Synonymes

Coralliophila violacea est une espèce de mollusques appartenant à la famille des Muricidae.

## Synonymes
- Coralliophila (Coralliophila) violacea (Kiener, 1836)[1]
- Coralliophila neritoidea (Gmelin, 1791)[1] [2]
- Fusus neritoideus (Gmelin, 1791)[1] [2]
- Murex neritoideus Chemnitz, 1788[1]
- Murex neritoideus Gmelin, 1791[1] [2]
- Purpura violacea Kiener, 1836[1] [2]
- Pyrula neritoidea (Gmelin, 1791)[1] [2]

## Description
- Longueur : 2,5 cm.

## Habitat et répartition
On trouve cette espèce dans les océans Indien et Pacifique.

## Galerie

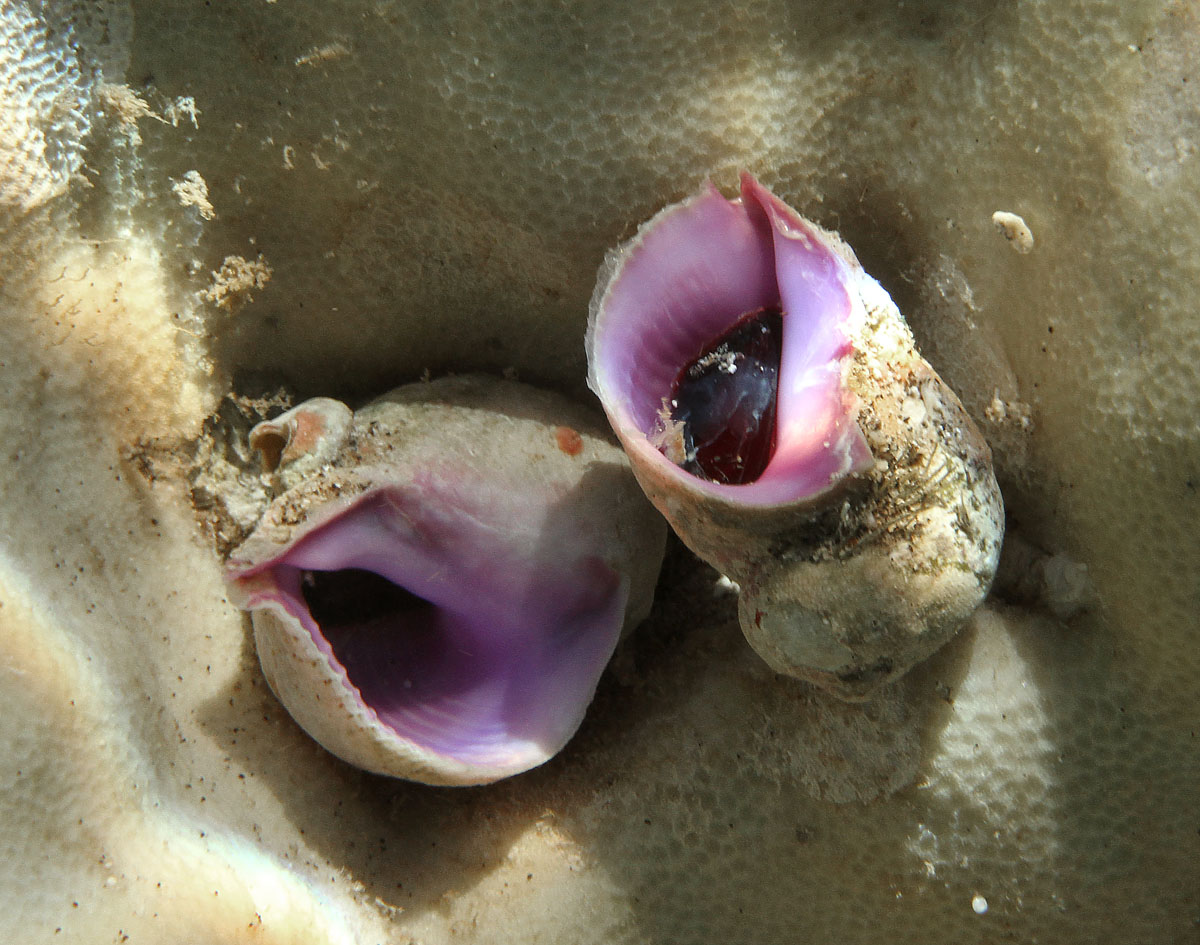
Coralliophila violacea à La Réunion.
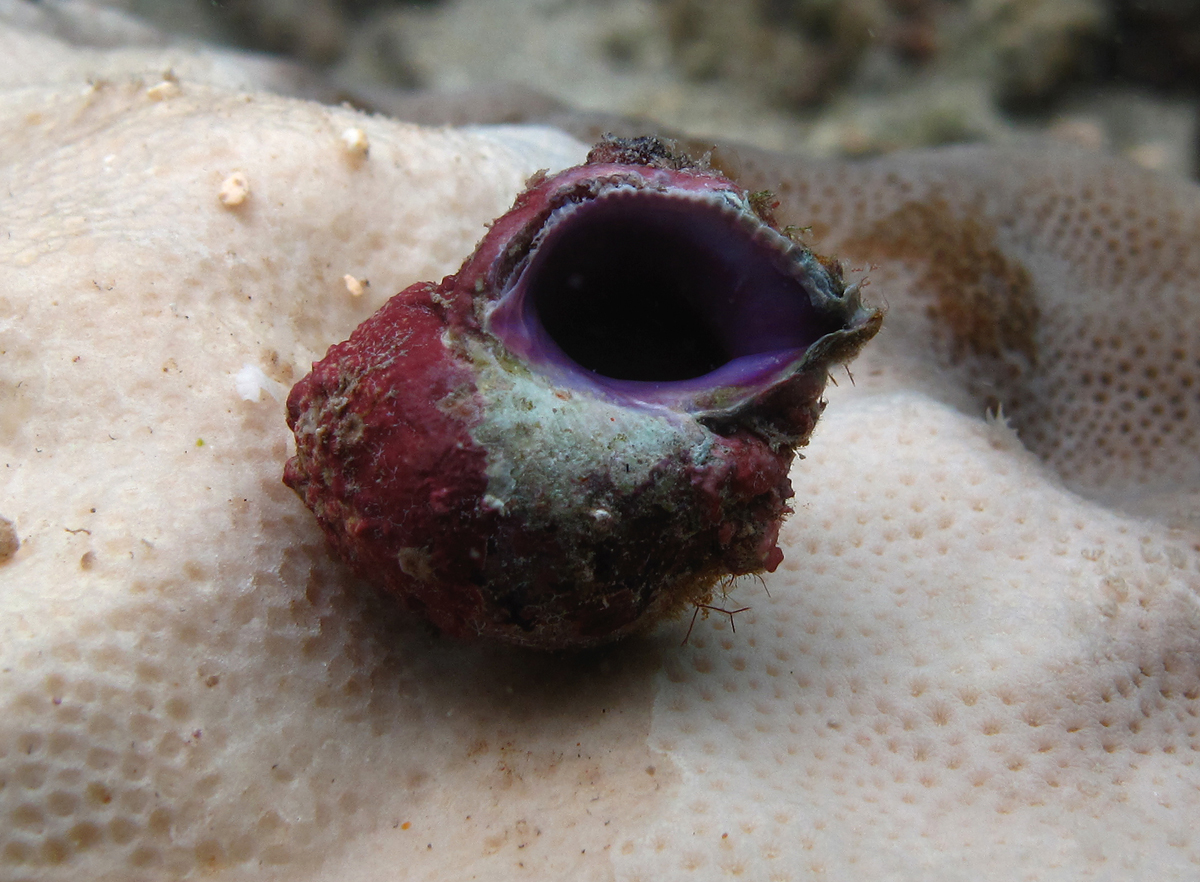
Coquille encroûtée par des algues rouges.